# Cibles
Pour les articles homonymes, voir cible.
La revue française Cibles publie des articles sur les armes et le Militaria. Ce magazine est vendu en kiosque en Belgique, en France et en Suisse.
Il est édité par la société Crépin-Leblond éditions, implantée à Chaumont en Haute-Marne.
Il a été fondé en 1967 par Raymond Henry et André Gagniard .